# Bezdružice
Bezdružice är en stad i Tjeckien.   Den ligger i regionen Plzeň, i den västra delen av landet, 110 km väster om huvudstaden Prag. Bezdružice ligger 592 meter över havet och antalet invånare är 1 004.
Terrängen runt Bezdružice är huvudsakligen platt, men åt nordost är den kuperad.Runt Bezdružice är det glesbefolkat, med 16 invånare per kvadratkilometer. Närmaste större samhälle är Klášter, 9,5 km nordväst om Bezdružice. I omgivningarna runt Bezdružice växer i huvudsak blandskog.